# Емил Затопек
Емил Затопек (на чешки: Emil Zátopek, 19 септември 1922 – 22 ноември 2000 г.) е чехословашки бегач на дълги разстояния, наричан „Чешкият локомотив“.
Четирикратен олимпийски шампион (през 1948 г. на 10 000 m, през 1952 г. – на 5000 m, 10 000 m и маратон), трикратен шампион на Европа (1950 – 5000 m и 10 000 m, 1954 – 10 000 m), 18 пъти световен рекордьор на дистанции от 5000 m до 30 000 m. От 1948 до 1954 г. не губи нито един старт на 10 000 m, спечелвайки 38 състезания.
В резултати от различни анкети, Затопек е обявяван за:
- „Спортист на годината“ (във версията на ISK) – през 1949, 1951 и 1952 г.
- „Спортист на столетието“ на Чехия – през 1997 г., изпреварвайки в анкетата гимнастичката Вера Чаславска и копиехвъргача Ян Железни[4].

## Ранни години
Затопек е седмото дете в своето семейство и още 16 годишен, започва работа във фабриката за обвуки „БАТА“ в град Злин, Чехия. Самият той споделя "Един ден спортният треньор на фабриката, който беше много стриктен, посочи четирима от нас, включително и мен, като ни нареди да бягаме в предстоящо състезание. Не се съгласих с него и се опитах да му обясня, че съм прекалено слаб и не съм във форма да бягам, но той ме изпрати на лекар, който потвърди, че съм в идеално физическо състояние. Така че трябваше да бягам и когато започнах, почувствах, че искам да спечеля! Но за съжаление завърших втори. Така започна всичко." В това състезание Затопек завършва втори от общо 100 участници. Оттук нататък той започва да проявява сериозен интерес към бягането. Присъединява се към местния атлетически клуб, където разработва собствена тренировъчна програма.
Само четири години по-късно, през 1944, Затопек подобрява рекордите на 2 000, 3 000 и 5 000 метра на Чехословакия. А в края на войната е зачислен в Чехословашката армия, където имал възможност и време да тренира и развива тренировъчната си програма.

## Кариера
Затопек бил избран в националния отбор на Чехословакия за Европейските игри през 1946 година в Осло, Норвегия. Там той завършва пети на 5 000 метра с време 14:25.8, подобрявайки поставения по-рано от него рекорд на Чехословакия от 14:50.2. На Олимпийските игри през 1948 година в Лондон, Затопек спечелил бягането на 10 000 метра и завършил втори след Гастон Рийф от Белгия на 5 000 метра.
През следващата година подобрява на два пъти рекорда на 10 000 метра и собствения си рекорд 3 пъти през следващите 4 сезона. Също така поставя рекорди на 5 000 м (1954), 20 000 м (на два пъти през 1951), едночасово бягане (на два пъти през 1951), 25 000 м (1952 и 1955) и 30 000 м (1952). Спечелил златен медал на 5 000 и 10 000 метра на Европейското първенство през 1950 и отново на 10 000 метра на следващото Европейско първенство.
На Олимпийските игри през 1952 година в Хелзинки Затопек спечелил титлите на 5 000 м, 10 000 м и  маратон, подобрявайки олимпийските рекорди във всяко едно от състезанията. Затопек е единственият бегач, който е печелил три състезания от дългите бягания на едни Олимпийски игри. Победата му на 5 000 метра дошла след скоростна последна обиколка за 57.5 секунди, благодарения на която от четвърто място се наредил на първо.
Затопек имал намерение да защити титлата си от маратона на следващите Олимпийски игри след 4 години, но преди състезанието бил опериран от херния и настанен в болница за 6 седмици. Участвал в състезанието, но завършил шести. Въпреки че тренирал усилено след операцията, не успял да възвърне предишната си форма и прекратява състезателната си кариера през 1957.

## Личен живот
Женен е за Дана Затопекова (с която са родени на един и същ ден през 1922 година). Тя печели златен медал от Олимпиадата в Хелзинки през 1952 в хвърлянето на копие само минути след победата на Емил на 5 000 м., а на Олимпийските игри през 1960 година завършва втора. Интересен момент от Олимпиадата в Хелзинки е когато на пресконеференцията след състезанието Затопек казва "Победата ми на 5 000 метра я вдъхнови да спечели златото!" на което жена му отговаря "Така ли? Защо не отидеш да вдъхновиш някое друго момиче и да видим после дали може да метне копие на 50 метра?".
Затопек бил известен с добротата и приветливия си характер и с владеенето на 6 езика. Много атлети посещавали дома му в Прага преди състезание.
Емил и Дана са кумове на сватбата на олимпийската златна медалистка Олга Фикотова и Харолд Конъли в Прага през 1957. Затопек говорил с чехословашкия президент Запотоцки да поиска разрешение и помощ за сватбата на чешката героиня Олга с американеца Конъли точно в разгара на Студената война. Не се знае дали това е помогнало наистина, но само няколко дни по-късно те получили разрешение.
През 1966 Затопек приема в дома си австралиеца Рон Кларк, който бил в Прага за състезание. Емил знаел за лошия късмет, който преследвал Кларк: той спечелил много състезания и подобрил много рекорди, но не успял да вземе олимпийското злато. В края на посещението, Затопек подарява един от златните си медали от Олимпиадата през 1952 на Рон Кларк.

## Биография
- Richard Askwith: Today We Die a Little: The Rise and Fall of Emil Zátopek, Olympic Legend (2016)

Ричард Аскуит: Днес всички ще умрем по малко: Необикновената история на Емил Затопек, изд. „Вакон“ София (2017), прев. Десислава Сотирова